# Mubende (district)
Le district de Mubende est un district d'Ouganda. Sa capitale est Mubende.